# Coronium acanthodes
Coronium acanthodes is een slakkensoort uit de familie van de Muricidae. De wetenschappelijke naam van de soort is voor het eerst geldig gepubliceerd in 1882 door Watson.